# Marie Lu
Marie Lu (nascida Xiwei Lu) (Wuxi, 1984) é uma escritora chinesa radicada nos Estados Unidos. Ela é mais conhecida pela trilogia Legend e pela série Jovens de Elite.

## Biografia
Ela nasceu em Wuxi, na China e mais tarde mudou-se para Pequim. Em 1989, ela e sua família se mudaram para os Estados Unidos, no Texas, quando ela tinha cinco anos de idade. Frequentou a Universidade da Califórnia do Sul e trabalhou no Disney Interactive Studios.
Hoje é escritora em tempo integral. Nas horas vagas, gosta de ler, desenhar e jogar Assassin's Creed. Marie Lu está morando atualmente em Los Angeles, Califórnia.
Seus romances podem virar filmes produzidos pela Lionsgate.

## Obras

### SérieLegend
1. Legend (2011) Br: Legend: A verdade se tornará lenda (Rocco, 2012)
2. Prodigy (2012) Br: (Rocco, 2013)
3. Champion (2013) Br: (Rocco, 2014)
4. Rebel (2019) Br: (Rocco, 2014)

#### Livros relacionados (novelas)

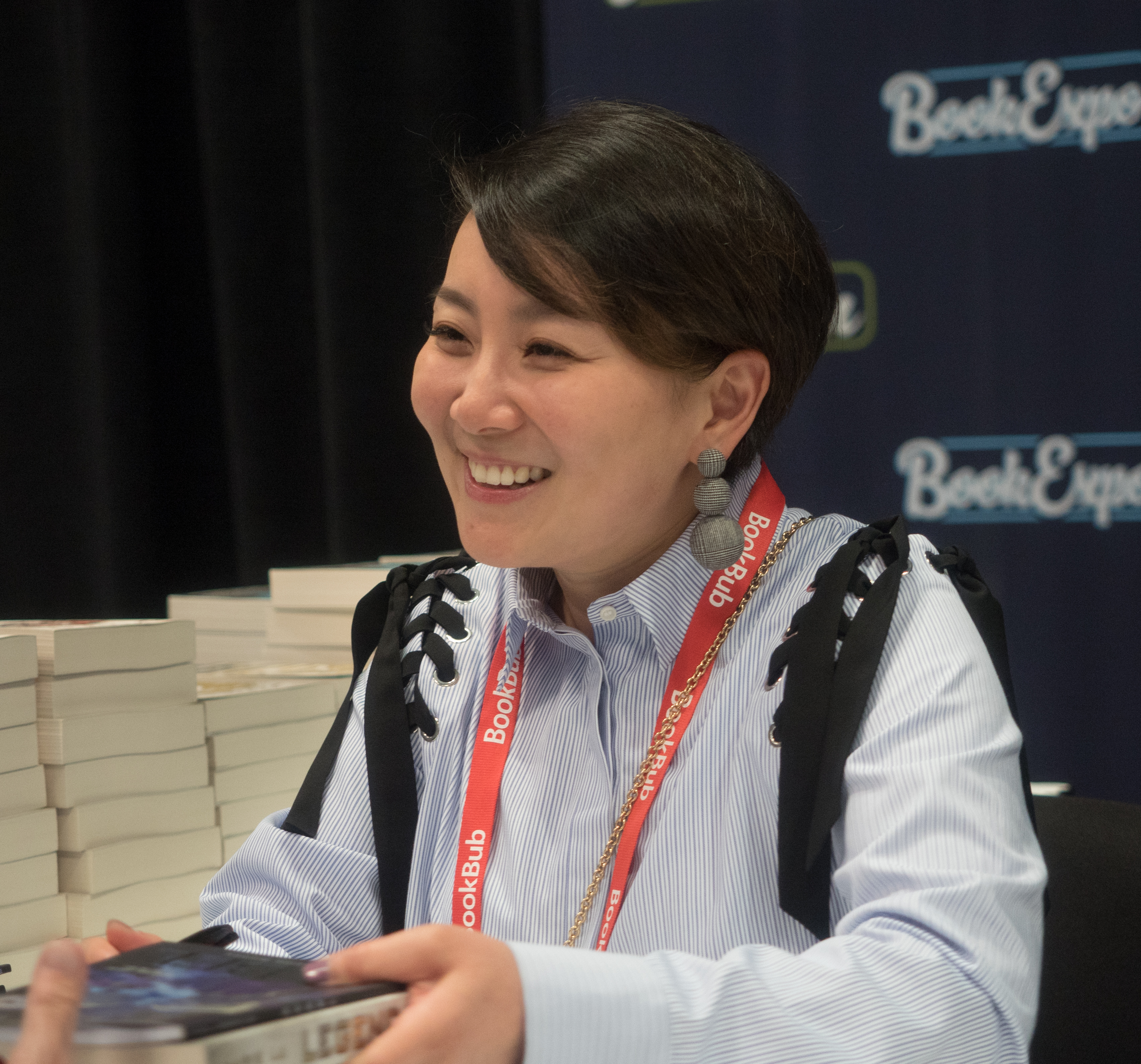
Marie Lu na BookCon em Nova York

- #0.5 Life Before Legend (2013)
- #3.5 Life After Legend (2017)
- #3.6 Life After Legend II (2018)

### Série Jovens de Elite
- The Young Elites (2014) Jovens de elite (Rocco, 2016)
- The Rose Society (2015) Sociedade da Rosa (Rocco, 2016)
- The Midnight Star (2016) A Estrela da Meia-noite (Rocco, 2017)

### SérieWarcross
- Warcross (2017) Br: (Rocco, 2018)
- Wildcard (2018) Br: O Jogo do Coringa (Rocco, 2019)

### SérieSkyhunter
- Skyhunter (2020) Br: (Rocco, 2021)
- Steelstriker (2021)

### SérieSpirit Animals
- The Evertree (Spirit Animals, Livro 7) (2015)

### SérieDC Icons
- Batman: Nightwalker (2018)  Batman: Vigilante Noturno (Bertrand, 2018) (título em Portugal) ou Batman: Criaturas da Noite (Arqueiro, 2018) (título no Brasil)

#### outros da série
- Wonder Woman: Warbringer (por Leigh Bardugo, 2017)
- Catwoman: Soulstealer (por Sarah J. Maas, 2018)
- Superman: Dawnbreaker (por Matt de la Peña, 2019)

### Livro isolado
- The Kingdom of Back (2020)